# Lycodon multifasciatus
Lycodon multifasciatus là một loài rắn trong họ Rắn nước. Loài này được Maki mô tả khoa học đầu tiên năm 1931.